# Material Girl
Material Girl è un brano della cantante statunitense Madonna, pubblicato il 30 gennaio 1985 come secondo singolo estratto dall'album Like a Virgin (1984). La canzone è inserita in una versione leggermente remixata nella raccolta The Immaculate Collection (1990), e nella sua versione originale nella raccolta Celebration (2009). Il brano è stato composto da Peter Brown e Robert Rans e prodotto da Nile Rodgers. Madonna ha spiegato che l'idea alla base della canzone illustrava la sua vita in quel periodo. Lei sentì che la canzone fosse provocatoria nei suoi contenuti e ne fu fortemente attratta.
Il brano consiste di arrangiamenti con il sintetizzatore, con una voce robotica a ripetere l'hook. Il testo della canzone è associata al materialismo. Madonna afferma di volere vivere una vita da ricca, piuttosto che dedicarsi al romanticismo e alle relazioni amorose. Material Girl fu un successo commerciale: la canzone raggiunse la posizione n. 2 negli USA e in Giappone, e la n.1 in Cile. Inoltre, fu top 5 in: Australia, Nuova Zelanda, Brasile, UK, Irlanda, Belgio, e nell Eurochart Hot 100 Singles. Raggiunse, inoltre, la posizione n.1 della classifica dance statunitense.
Il video musicale della canzone è un'imitazione dell'esibizione di Marilyn Monroe mentre canta Diamonds Are a Girl's Best Friend nel film Gli uomini preferiscono le bionde, film del 1953. L'imitazione è intervallata da una storia parallela, in cui protagonista è un regista di Hollywood che cerca di conquistare il cuore di un'attrice, interpretata da Madonna stessa. Nel video si scopre che, contrariamente a quanto dice il testo della canzone, la giovane donna non è attratta dal denaro e dai regali costosi; il regista, infatti, fingeva di essere senza soldi ma è riuscito comunque a portarla fuori a cena. Madonna ha eseguito la canzone in cinque dei suoi tour mondiali; molte delle performance sono ispirate al video musicale.
Della canzone sono state realizzate numerose cover da diversi artisti, tra cui Britney Spears, Chipettes, Hilary Duff e Haylie Duff. Inoltre, è apparsa nel film Moulin Rouge! (2001) e Che pasticcio, Bridget Jones! (2004).
Material Girl è uno dei brani più celebri del repertorio di Madonna, tanto che la cantante è stata spesso soprannominata dai media con l'appellativo di "Material Girl".

## Antefatti
Il brano fu composto da Peter Brown e Robert Rans e fu prodotto da Nile Rodgers. Nel 1986, Madonna affermò alla rivista Company che sebbene non abbia scritto o creato la canzone, l'idea alla base della canzone e il significato delle parole della canzone si adattavano alla sua vita a quel tempo. Madonna ha approfondito il concetto affermando di essere "orientata alla carriera. Sento un'attrazione per le persone ambiziose come quella descritta nella canzone. Sei attratta dagli uomini che possiedono oggetti materiali perché ti pagano gli affitti e ti comprano le pellicce. Questo ti dà sicurezza e dura più di quanto facciano i sentimenti". Durante un'intervista a Rolling Stone a Madonna fu chiesto dal giornalista Austin Scraggs, la sensazione che ha provato quando ha ascoltato per la prima volta i demo di Like a Virgin e Material Girl. Madonna rispose dicendo: "Mi piacquero entrambe perché erano ironiche e provocatorie allo stesso tempo, ma allo stesso tempo erano distanti da me perché io non sono una persona materialista e non ero certamente una vergine e, a proposito, come si fa ad essere "come una vergine"? Mi piacevano i giochi di parola, pensavo fossero arguti, erano forti".

## Composizione
Material Girl fu una delle prime canzoni di Madonna ad incorporare la musica new wave e possiede un arrangiamento di sintentizzatori e un ritmo potente che la sostiene. La linea del basso è una rielaborazione di quella di Can You Feel It, brano dei Jackson 5 del 1980. All'interno della canzone è possibile ascoltare una voce maschile robotica che canta l'hook. Il testo della canzone spiega che quello che Madonna cerca sono il denaro e gli abiti costosi: cioè una vita perfetta con un uomo che possa pagarle tutte le cose materiali che vuole, un riferimento vivo alla canzone Shop Around dei The Miracles. Il testo, inoltre, rappresenta le relazioni in termini di capitalismo come garanzia, nel quale il romanticismo diventa un sinonimo di fare commercio. Il titolo, che è di per sé polisemico, come il testo della canzone, definisce quello che per Madonna rappresenta una donna rispettabile e desiderabile.
Come b-side per la prima versione del singolo fu utilizzata la canzone Pretender, anch'essa estratta dall'album Like a Virgin.

## Accoglienza
A seguito della pubblicazione del singolo il 30 novembre 1984, Material Girl ha ricevuto pareri contrastanti dai critici musicali. Rikky Rooksby nel suo libro The Complete Guide to the Music of Madonna ha paragonato la canzone a quelle di Cyndi Lauper per la voce acuta di Madonna nella canzone. Ha aggiunto che la canzone era una "satira pungente che si riferiva ai giovani impulsivi dell'epoca di Ronald Reagan e Margaret Thatcher. Stephen Thomas Erlewine di AllMusic affermò che "Material Girl" fu una delle canzoni che hanno reso Madonna un'icona, insieme a "Like a Virgin". Erlewine ha aggiunto che entrambe le canzoni fanno passare in secondo piano il resto del disco, "perché esse sono costituite da una combinazione perfetta di suono e tema". Debby Miller di Rolling Stone, sentì che la canzone rappresentava Madonna come una ragazza più pratica rispetto alle sue controparti femminili. Dave Karger di Entertainment Weekly nella sua recensione dell'album Like a Virgin, giudicò la canzone ripetitiva e immatura se inserita nel contesto attuale. Jim Farber di Entertainment Weekly sentì che la canzone forniva ai critici di allora un modo per criticare il lavoro di Madonna. Sal Cinquemani di Slant Magazine commentò che Madonna ha "definito una nuova generazione come successi quali Material Girl. Alfred Soto di Stylus Magazine comparò la canzone con la canzone Everything She Wants dei Wham!. Nel 2003, ai fans di Madonna è stato chiesto di votare i venti singles di tutti i tempi per un articolo di Q dedicato a Madonna. "Material Girl" è stato collocato alla 15ª posizione nella lista.

## Video musicale
Il video musicale, altrettanto celebre quanto la canzone, è diretto da Mary Lambert, regista anche dei video di Borderline, Like a Virgin e Like a Prayer, e girato al Ren-Mar Studios a Hollywood, California. Fu prodotto da Simon Fields. Alla fotografia lavorò Peter Sinclair, la coreografia da Kenny Ortega ed il montaggio da Glenn Morgan, mentre l'attore Kenny Ortega apparve all'inizio del video. Nel video Madonna imita Marilyn Monroe, reinterpretando la famosa scena del film Gli uomini preferiscono le bionde in cui l'attrice interpreta Diamonds Are a Girl's Best Friend con il suo celebre abito rosa. Nel video compare anche l'attore Keith Carradine, nel ruolo del regista dell'audizione cui Madonna prende parte, e del quale alla fine lei si innamora. Il video rappresenta per Madonna la prima occasione per mettere in mostra le sue abilità di attrice, dal momento che combina i passi di "Diamonds Are a Girl's Best Friend" con la storia di un uomo che fa colpo su Madonna regalandole margherite, piuttosto che diamanti.
Fu nel video di "Material Girl" che Madonna iniziò ad accettare di essere paragonata alla Monroe e a trarne beneficio. Tuttavia, Madonna stabilì una distanza sicura da quella comparazione, e in dettagli come l'uso di due guanti diversi e di vari ventagli presenti nel video rafforzavano la connessione tra le due donne, mentre Madonna alludeva a se stessa con modi sottili. Il ventaglio che la Monroe teneva nella mano nel video originale si rifaceva all'iconografia del chakra Sudarshana, che possiede la divinità indiana Visnù. Lo studioso Georges-Claude Guilbert, che scrisse Madonna as postmodern myth: how one star's self-construction rewrites sex, affermò che il ventaglio simboleggiava il desiderio impetuoso acceso dalla Monroe ma anche il sacrificio rituale, annunciando sinistramente la sua morte prematura nel 1962. Il ventaglio di Madonna, che compare alla fine del video, indicava che Madonna, mentre rendeva omaggio alla Monroe, comunicava la sua intenzione di non volere diventare una vittima come la Monroe, ma che si stava trasformando in un mito post-modernista. Nicholas Cook commentò che il video promuoveva l'identità di Madonna come suggeriva la canzone, con lo scopo di trasformare "l'immagine di Madonna da una bambola da discoteca ad un'autentica stella". Lisa A. Lewis, autrice di Gender, Politics and MTV affermò che con il video, Madonna raggiunse la rara distinzione di essere accettata come una parola che appare di frequente nella letteratura musicale.
Sul set del videoclip Madonna conobbe l'attore Sean Penn, con il quale si sposò qualche mese dopo.
Il video è anche incluso nella raccolta di video in VHS/DVD The Immaculate Collection del 1990.

## Premi
- 1985: nomination agli MTV Video Music Awards per il migliore video femminile (assegnato a What's Love Got To Do With It di Tina Turner).[20]
- 1985: nomination agli MTV Video Music Awards per la migliore coreografia (assegnato a Sad Songs (Say So Much) di Elton John).[20]
- Il video occupa la posizione #54 nella classifica del 100 migliori video di tutti i tempi, realizzata dal canale televisivo VH1.[21]

## Promozione

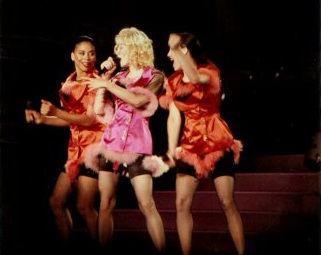
Madonna canta Material Girl al Blond Ambition Tour.

Material Girl è stata cantata dal vivo in cinque tour mondiali dell'artista. La cantante ha terminato il Virgin Tour del 1985 con un'esibizione-parodia della canzone. Al termine dell'esibizione ha lanciato dei soldi finti, chiedendo al pubblico: "Pensate veramente che io sia una material girl? Non lo sono. Non ho bisogno di denaro, ho bisogno d'amore". La performance è stata inserita nel DVD del tour. Altro live del brano è stato eseguito nel Who's That Girl Tour del 1987, questa volta inserito in un medley insieme alle altrettanto famose Dress You Up e Like a Virgin. In quest'occasione la cantante indossava un elaborato abito ispirato al personaggio Dame Edna Everage. Il costume era formato da un cappello cosparso di frutti finti, fiori, piume, grandi occhiali a pipistrello arricchiti da gioielli, una gonna arricciata, un corpetto decorato con orologi e bambole, e calze a rete. L'autore Carol Clrek ha definito il bizzarro costume di Madonna "più ridicolo che divertente". Si possono trovare due performance diverse del brano nel Who's That Girl Tour: una nel DVD Who's That Girl - Live in Japan, contenente l'esibizione della tappa di Tokyo del 22 giugno 1987; l'altra nel DVD Ciao, Italia! - Live from Italy, contenente le riprese della tappa italiana di Torino del 4 settembre 1987.

Per il Blond Ambition Tour ha optato per un abbigliamento da donna anziana, che nascondeva un mini abito fucsia dal quale ha poi tirato fuori delle finte banconote, lanciate anche stavolta al pubblico. Ha, inoltre, sostituito le parole della canzone "experience has made me rich (l'esperienza mi ha resa ricca)" con "experience has made me a bitch (l'esperienza mi ha resa stronza)". Anche per questo tour sono state pubblicate in DVD due differenti versioni dei live del brano Material Girl: una contenuta nel Blond Ambition - Japan Tour 90, esibizione di Yokohama, Giappone del 27 aprile 1990; l'altro live ripreso durante la tappa di Nizza, Francia del 5 agosto 1990, contenuto nel Live! - Blond Ambition World Tour 90.

Material Girl è stata eseguita anche durante il Re-Invention Tour, nel quale è stata riarrangiata in una versione con la chitarra elettrica. 
È infine stata cantata al Rebel Heart Tour in una performance in cui la cantante è alle prese con diversi amanti che le chiedono la mano in sposa.

## Tracce
- US/UK 7''[27]

1. Material Girl – 4:00
2. "Pretender" – 4:28

- US/UK 12'' / reissue CD single (1995)[28]

1. Material Girl (extended dance mix) – 6:05
2. Pretender – 4:28

- JPN 12'' / reissue CD single[29]

1. Material Girl (extended dance mix) – 6:10
2. Into the Groove – 4:45
3. Angel (extended dance mix) – 6:14

- Digital single (2024 Remaster)[30]

1. Material Girl (2024 Remaster) – 4:00
2. Pretender (2024 Remaster) – 4:28
3. Material Girl (extended dance mix) – 6:05

## Remix ufficiali
- Extended Dance Remix
- Shep Pettibone/Michael Hutchinson Mix

## Cover

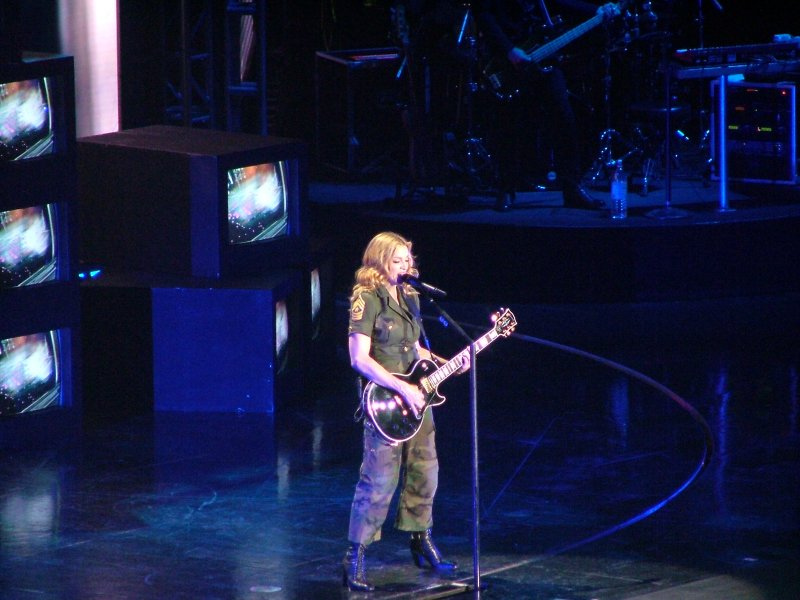
Madonna canta Material Girl nel 2004 durante il Re-Invention Tour.

Per il successo del brano vari artisti come Noa e Tori Amos hanno realizzato una cover di Material Girl. La canzone è inoltre è inserita in un medley, intitolato Sparkling Diamonds, per la colonna sonora del film Moulin Rouge!.
Tra le decine di cover del brano tra le più famose spiccano quella incisa nel 1999 dal gruppo KMFDM per l'album-tributo a Madonna Virgin Voices: A Tribute to Madonna, Volume One. La reinterpretazione del
2004 di Richard Cheese and the Lounge Against the Machine contenuta nell'album dello stesso anno I'd Like a Virgin.
Una delle più recenti cover è stata eseguita dalle sorelle Hilary e Haylie Duff nel 2006 per la colonna sonora del film Material Girls.
Un'altra cover è stata utilizzata in uno dei livelli del gioco ritmico per Nintendo DS Elite Beat Agents.
Nel 2022 il brano è stato oggetto di cover da parte del progetto Awolnation, guidato da Aaron Bruno, cantato da Taylor Hanson.

## Classifiche
| Classifica (1985) | Posizione massima |
| ----------------- | ----------------- |
| Australia         | 4                 |
| Austria           | 8                 |
| Belgio            | 3                 |
| Canada            | 4                 |
| Paesi Bassi       | 7                 |
| Francia           | 47                |
| Germania          | 13                |
| Irlanda           | 3                 |
| Italia            | 18                |
| Giappone          | 2                 |
| Nuova Zelanda     | 5                 |
| Spagna            | 10                |
| Sudafrica         | 6                 |
| Svizzera          | 15                |
| Regno Unito       | 3                 |
| Stati Uniti       | 2                 |

### Classifiche annuali
| Paese (1985) | Posizione |
| ------------ | --------- |
| Canada       | 46        |
| Italia       | 75        |
| Paesi Bassi  | 57        |
| Stati Uniti  | 58        |